# Altölverordnung
Die Altölverordnung (AltölV) regelt die Verwertung (stofflich und energetisch) und die Beseitigung von Altöl in der Bundesrepublik Deutschland. Dabei werden unter dem Begriff Altöl aus Mineralöl, synthetischem oder biogenem Öl bestehende Stoffe und Mischungen verstanden, sofern diese Abfall im Sinne des § 3 Abs. 1 des Kreislaufwirtschaftsgesetzes (KrWG) sind.
Die Altölverordnung wurde am 27. Oktober 1987 im Bundesgesetzblatt veröffentlicht (BGBl. I S. 2335) und trat am 1. November 1987 in Kraft. Die letzte Änderung trat am 15. Oktober 2020 in Kraft.

## Aufbau
Die Altölverordnung besteht aus drei Abschnitten:
- Erster Abschnitt: Allgenmeine Bestimmungen
- Zweiter Abschnitt: Anforderungen an die Abgabe von Verbrennungsmotoren- oder Getriebeölen
- Dritter Abschnitt: Schlussbestimmungen

Im ersten Abschnitt findet sich unter anderem der Anwendungsbereich des Gesetzes, Legaldefinitionen, Grenzwerte und Erläuterungen zu den nachfoldenden Bestimmungen.
Die Altölverordnung hat 3 Anlagen:
- Anlage 1: Zuordnung von Abfallschlüsseln zu einer Sammelkategorie
- Anlage 2: Probenahme und Untersuchung von Altöl
- Anlage 3: Erklärung über die Entsorgung von Altölen

## Gesetzeszweck
Der Zweck der Altölverordnung ist die Ausweitung des Abfallrechts, insbesondere der Abfallverwertungsmaßnahmen, durch das Kreislaufwirtschaftsgesetz (KrWG). Die Verordnung legt insbesondere den Vorrang der Aufarbeitung vor sonstigen Verwertungsarten fest. Um die Aufarbeitung zu erleichtern, sind Altöle getrennt zu sammeln („Vermischungsverbot“). Altöle dürfen nur aufgearbeitet werden, falls sie mehr als 20 mg/kg der als giftig und krebserregend eingestuften Polychlorierten Biphenyle (PCB) und mehr als 2 g/kg Gesamthalogene enthalten. Im Jahr 2011 wurden ca. 84 Prozent der gesammelten Altöle wiederaufbereitet.

## Sammelkategorien
Zur Vereinfachung der Sammlung, des Transports und, soweit möglich, der Aufarbeitung von Altölen werden diese in eine von vier Sammelkategorien eingestuft. Die folgende Aufstellung nennt die wichtigsten Vertreter der vier Kategorien:
- Sammelkategorie 1: nichtchlorierte Maschinen-, Getriebe- und Schmieröle
- Sammelkategorie 2: halogenfreie Hydrauliköle
- Sammelkategorie 3: halogenierte bzw. chlorierte Öle
- Sammelkategorie 4: biologisch abbaubare Öle, Öle aus Öl/Wassergemischen, Heizöle und Dieselkraftstoffe